# Mikel Dean
Mikel Dean (* 19. September 1954 in San Francisco; † 18. Februar 2008 in Mannheim) war ein US-amerikanischer Opernsänger (Bariton), der vor allem im italienischen Fach Erfolge feierte.

## Leben
Dean studierte Gesang an der Eastman School of Music in Rochester. Er sang am Stadttheater Gießen und war Ensemblemitglied am Stadttheater Pforzheim und ab 1989 am Theater Augsburg.
Von 1995 bis zu seinem Tod war er Ensemblemitglied des Nationaltheaters Mannheim. Dort sang er die großen Partien des italienischen Fachs wie Rigoletto, Jago, Renato, aber auch Wagner-Rollen wie Amfortas und Kurwenal, und avancierte schnell zum Publikumsliebling.
Dean gastierte an den Opernhäusern von Bonn, Düsseldorf, München, Hamburg, Turin, Triest und Nancy. Er sang in Konzerten in den USA und in Europa. Beim Schleswig-Holstein-Musikfestival trat er unter der Leitung von Leonard Bernstein auf.
2008 starb Dean im Alter von 53 Jahren nach kurzer schwerer Krankheit an den Folgen der Creutzfeldt-Jakob-Krankheit. Die Mannheimer Intendantin Regula Gerber charakterisierte ihn in einem Nachruf: „Herausragend und faszinierend kraftvoll war er nicht nur als Sänger und Darsteller, sondern auch als Kollege, dessen Herzlichkeit und dessen sonniges Gemüt einen wirklich beschenkte.“ Solisten, Chor und Orchester nahmen im Opernhaus des Nationaltheaters Abschied von Dean mit einer Gedenkveranstaltung, bei der Arien und Chöre von Giuseppe Verdi zu hören waren.

## Repertoire
(Auswahl)
- Gaetano Donizetti: Lucia di Lammermoor, Enrico
- Detlev Glanert: Der Spiegel des großen Kaisers, Friedrich Barbarossa – Uraufführung 1995
- Franz Lehár: Die lustige Witwe, Danilo
- Pietro Mascagni: Cavalleria rusticana, Alfio
- Wolfgang Amadeus Mozart: Don Giovanni, Don Giovanni
- Wolfgang Amadeus Mozart: Don Giovanni, Leporello
- Wolfgang Amadeus Mozart: Le nozze di Figaro, Figaro
- Giacomo Puccini:  Gianni Schicchi, Gianni Schicchi
- Giacomo Puccini: Madama Butterfly, Sharpless
- Giacomo Puccini:  Il tabarro, Michele
- Richard Strauss: Die Frau ohne Schatten, Barak
- Peter Tschaikowski: Eugen Onegin, Eugen Onegin
- Giuseppe Verdi: Aida, Amonasro
- Giuseppe Verdi: Don Carlos, Posa
- Giuseppe Verdi: La forza del destino, Don Carlos di Vargas
- Giuseppe Verdi: I masnadieri, Francesco
- Giuseppe Verdi: Nabucco, Nabucco
- Giuseppe Verdi: Otello, Jago
- Giuseppe Verdi: Rigoletto, Rigoletto
- Giuseppe Verdi: Simon Boccanegra, Simon Boccanegra
- Giuseppe Verdi: La traviata, Giorgio Germont
- Giuseppe Verdi: Il trovatore, Conte di Luna
- Giuseppe Verdi: Un ballo in maschera, Renato
- Richard Wagner: Götterdämmerung, Gunt6er
- Richard Wagner: Lohengrin, Telramund
- Richard Wagner: Parsifal, Amfortas
- Richard Wagner: Tristan und Isolde, Kurwenal
- Kurt Weill: Aufstieg und Fall der Stadt Mahagonny, Bill